# Piniphantes himalayensis
Piniphantes himalayensis là một loài nhện trong họ Linyphiidae.
Loài này thuộc chi Piniphantes. Piniphantes himalayensis được Andrei V. Tanasevitch miêu tả năm 1987.